# St. Michael (Alaska)
St. Michael es una ciudad ubicada en el Área censal de Nome en el estado estadounidense de Alaska. En el Censo de 2010 tenía una población de 401 habitantes y una densidad poblacional de 5,81 personas por km².

## Geografía
St. Michael se encuentra en las coordenadas 63°27′54″N 162°7′45″O / 63.46500, -162.12917. Según la Oficina del Censo de los Estados Unidos, St. Michael tiene una superficie total de 69.04 km², de la cual 51.85 km² corresponden a tierra firme y (24.9%) 17.19 km² es agua.

## Demografía
Según el censo de 2010, había 401 personas residiendo en St. Michael. La densidad de población era de 5,81 hab./km². De los 401 habitantes, St. Michael estaba compuesto por el 5.49% blancos, el 0% eran afroamericanos, el 92.02% eran amerindios, el 0% eran asiáticos, el 0% eran isleños del Pacífico, el 0% eran de otras razas y el 2.49% pertenecían a dos o más razas. Del total de la población el 0.75% eran hispanos o latinos de cualquier raza.